# 東奇尼貓

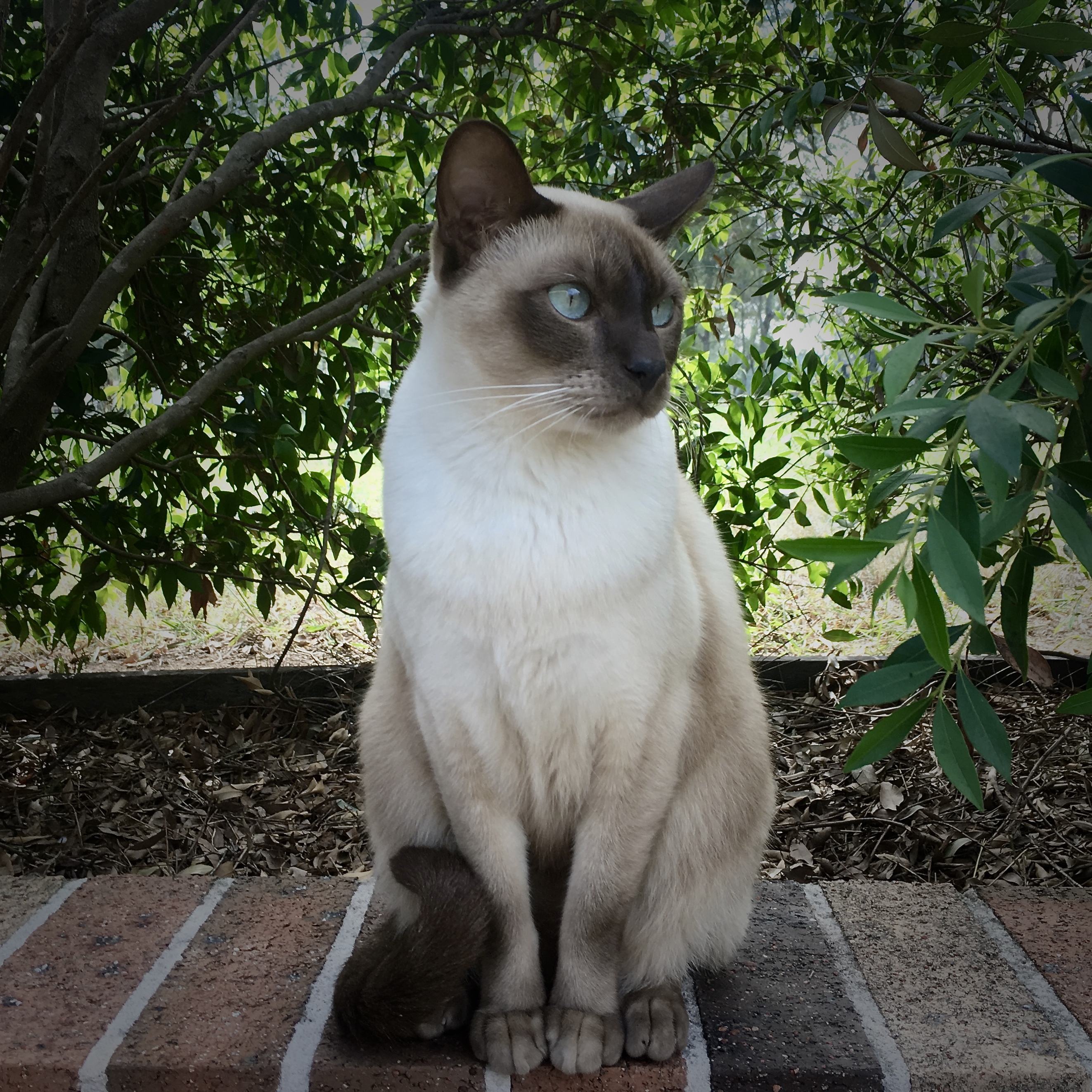

東奇尼貓（Tonkinese）是家貓品種之一。這種貓是暹羅貓和緬甸貓雜交產生的後代。東奇尼貓最著名的品種是短毛品種，但中毛品種亦在歐洲流行。東奇尼貓至少在19世紀初期就已經出現。

## 外部連結
- Allevamento Argento Vivo Tonkinesi
- Canadian Cat Association: Breed Profile: Tonkinese
- Tonkinese Breed Club UK: GCCF Breed Standard Tonkinese （页面存档备份，存于）